# Patent- och marknadsöverdomstolen

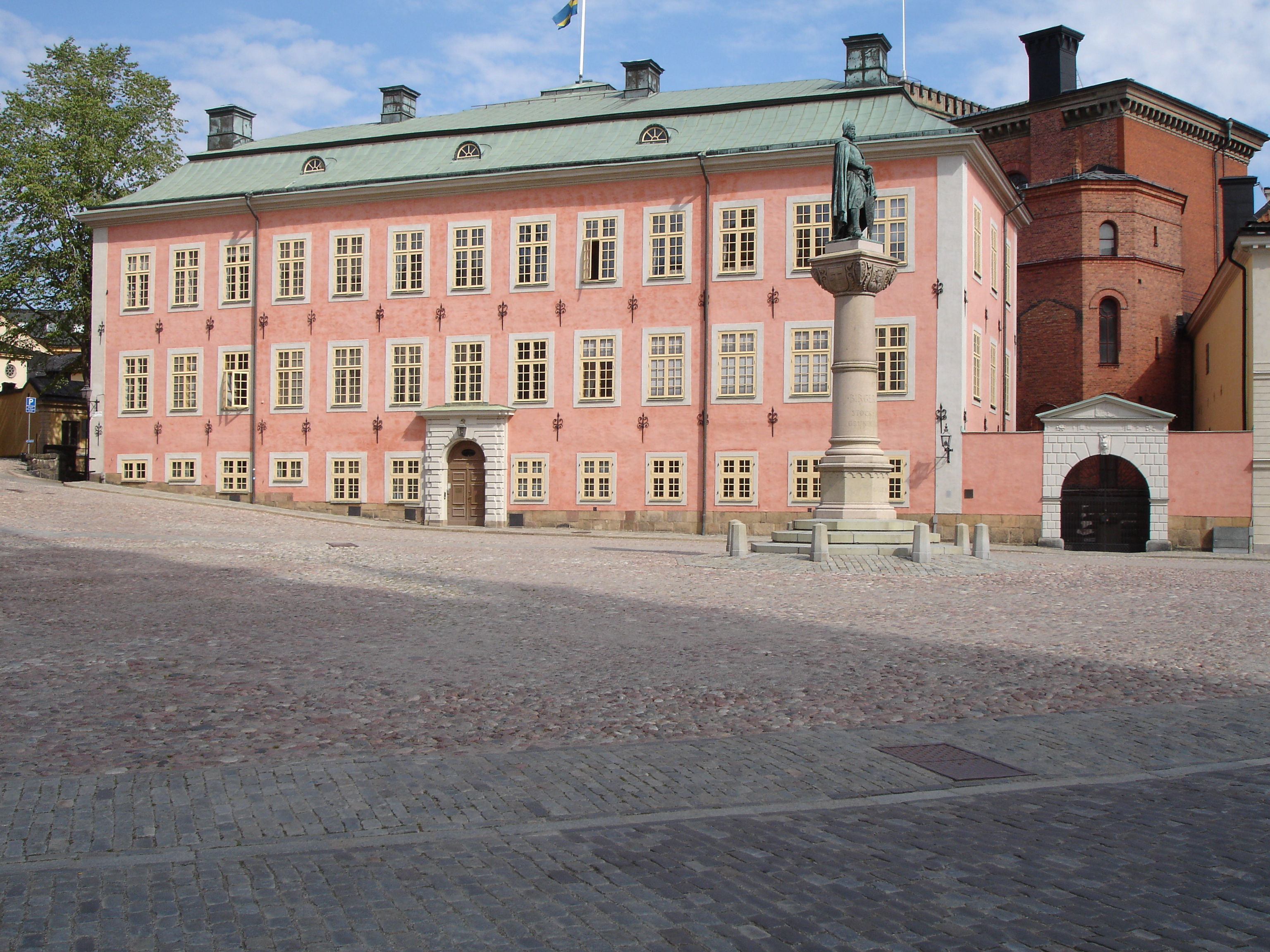
Stenbocksches Palais

Das Patent- och marknadsöverdomstolen, kurz PMÖD, ist das Höhere Gericht für Patent- und Markenrecht in Schweden. Es wurde am 1. September 2016 gegründet. Es prüft Beschwerden gegen Entscheidungen des Patent- och marknadsdomstolen (Patent- und Markengerichts), kurz PMD. Vorsitzende ist Christine Lager. Auf Dauer soll sich der Sitz im Stenbockschem Palais in Stockholm befinden.